# Isländischer Fußballpokal der Männer 1992
Der isländische Fußballpokal 1992 war die 33. Austragung des isländischen Pokalwettbewerbs der Männer. Pokalsieger wurde Titelverteidiger Valur Reykjavík. Das Team setzte sich im Finale am 23. August 1992 im Laugardalsvöllur von Reykjavík gegen KA Akureyri durch und qualifizierte sich damit für den Europapokal der Pokalsieger.

## Modus
Die Begegnungen wurden in einem Spiel ausgetragen. In den ersten drei Runden nahmen Vereine ab der zweiten Liga abwärts teil. Die Mannschaften aus der ersten Liga starteten im Achtelfinale. Bei unentschiedenem Ausgang wurde das Spiel zunächst verlängert und gegebenenfalls durch Elfmeterschießen entschieden.

## 1. Runde
| Datum      |                         | Ergebnis              |                       |
| ---------- | ----------------------- | --------------------- | --------------------- |
| 16.05.1992 | Reynir Sandgerði        | 2:3                   | Völsungur Húsavík     |
| 18.05.1992 | Árvakur Reykjavík       | 0:2                   | Ármann Reykjavík      |
| 20.05.1992 | UMF Afturelding         | 1:6                   | UMF Njarðvík          |
| 20.05.1992 | UMF Grindavík           | 7:1                   | Ægir þorlákshöfn      |
| 20.05.1992 | Vikverji Reykjavík      | 2:3                   | UMF Selfoss           |
| 20.05.1992 | UMFS Dalvík             | 1:2                   | Magni Grenivík        |
| 20.05.1992 | UMF Tindastóll          | 5:0                   | Hvöt Blönduós         |
| 20.05.1992 | UMF Víkingur            | 0:8                   | BÍ Ísafjörður         |
| 20.05.1992 | þróttur Reykjavík       | 3:0                   | Snæfell Stykkishólmur |
| 20.05.1992 | HK Kópavogur            | 3:2                   | UMF Skallagrímur      |
| 20.05.1992 | ÍR Reykjavik            | 1:1 n. V. (3:5 i. E.) | Víðir Garði           |
| 20.05.1992 | Haukar Hafnarfjörður    | 0:5                   | ÍB Keflavík           |
| 20.05.1992 | Hvatberar Seltjarnarnes | 00:11                 | UMF Stjarnan          |
| 20.05.1992 | ÍF Grótta               | 1:0                   | Leiknir Reykjavík     |
| 20.05.1992 | Fjölnir Reykjavík       | 0:6                   | Fylkir Reykjavík      |
| 23.05.1992 | KS Siglufjarðar         | 6:1                   | UMFL Þórshöfn         |
| 26.05.1992 | UMF Sindri Höfn         | 0:2                   | Höttur Egilsstaðir    |
| 26.05.1992 | Leiknir Fáskrúðsfjörður | 2:3                   | þróttur Norðfjörður   |
| 26.05.1992 | Huginn Seyðisfjörður    | 2:4                   | UMF Einherji          |

## 2. Runde
| Datum      |                     | Ergebnis              |                      |
| ---------- | ------------------- | --------------------- | -------------------- |
| 26.05.1992 | SM Húsavík          | 1:5                   | Völsungur Húsavík    |
| 26.05.1992 | HK Kópavogur        | 0:7                   | UMF Stjarnan         |
| 26.05.1992 | ÍF Grótta           | 3:3 n. V. (3:2 i. E.) | þróttur Reykjavík    |
| 26.05.1992 | ÍB Keflavík         | 10:00                 | Ármann Reykjavík     |
| 26.05.1992 | UMF Grindavík       | 0:2                   | Fylkir Reykjavík     |
| 26.05.1992 | KS Siglufjarðar     | 1:7                   | Leiftur Ólafsfjörður |
| 26.05.1992 | UMF Tindastóll      | 3:0                   | Magni Grenivík       |
| 26.05.1992 | UMF Kormákur        | 3:0                   | Neisti Hofsós        |
| 26.05.1992 | UMF Selfoss         | 2:0                   | UMF Njarðvík         |
| 26.05.1992 | BÍ Ísafjörður       | 4:0                   | Víðir Garði          |
| 16.06.1992 | UMF Einherji        | 2:2 n. V. (2:4 i. E.) | Valur Reyðarfjörður  |
| 16.06.1992 | þróttur Norðfjörður | 5:1                   | Höttur Egilsstaðir   |

## 3. Runde
| Datum      |                     | Ergebnis |                      |
| ---------- | ------------------- | -------- | -------------------- |
| 23:06.1992 | Valur Reyðarfjörður | 2:1      | þróttur Norðfjörður  |
| 23.06.1992 | ÍB Keflavík         | 5:0      | ÍF Grótta            |
| 23.06.1992 | Völsungur Húsavík   | 4:3      | UMF Tindastóll       |
| 23.06.1992 | Fylkir Reykjavík    | 2:1      | UMF Stjarnan         |
| 23.06.1992 | UMF Selfoss         | 2:4      | BÍ Ísafjörður        |
| 29.06.1992 | UMF Kormákur        | 0:4      | Leiftur Ólafsfjörður |

## Achtelfinale
Teilnehmer: Die sechs Sieger der 3. Runde und die zehn Teams der 1. deild 1992.
| Datum      |                      | Ergebnis |                   |
| ---------- | -------------------- | -------- | ----------------- |
| 07.07.1992 | Breiðablik Kópavogur | 0:3      | Valur Reykjavík   |
| 07.07.1992 | KA Akureyri          | 2:0      | þór Akureyri      |
| 07.07.1992 | BÍ Ísafjörður        | 1:4      | Fram Reykjavík    |
| 07.07.1992 | ÍB Keflavík          | 1:2      | FH Hafnarfjörður  |
| 07.07.1992 | Völsungur Húsavík    | 1:2      | KR Reykjavík      |
| 07.07.1992 | Leiftur Ólafsfjörður | 2:5      | Fylkir Reykjavík  |
| 07.07.1992 | Víkingur Reykjavík   | 3:2      | ÍBV Vestmannaeyja |
| 07.07.1992 | Valur Reyðarfjörður  | 0:7      | ÍA Akranes        |

## Viertelfinale
| Datum      |                  | Ergebnis |                    |
| ---------- | ---------------- | -------- | ------------------ |
| 21.07.1992 | Valur Reykjavík  | 2:1      | FH Hafnarfjörður   |
| 21.07.1992 | ÍA Akranes       | 3:2      | Víkingur Reykjavík |
| 21.07.1992 | Fylkir Reykjavík | 2:1      | KR Reykjavík       |
| 21.07.1992 | KA Akureyri      | 2:1      | Fram Reykjavík     |

## Halbfinale
| Datum      |                  | Ergebnis |                 |
| ---------- | ---------------- | -------- | --------------- |
| 07.08.1992 | KA Akureyri      | 2:0      | ÍA Akranes      |
| 07.08.1992 | Fylkir Reykjavík | 2:4      | Valur Reykjavík |

## Finale
| Paarung         | Valur Reykjavík – KA Akureyri |
| Ergebnis        | 5:2 n. V. (2:2, 0:2) |
| Datum           | 23. August 1992 |
| Stadion         | Laugardalsvöllur, Reykjavík |
| Schiedsrichter  | Bragi Bergmann |
| Tore            | 0:1 Gunnar Már Másson (30.) 0:2 Ormarr Örlygsson (32.) 1:2 Baldur Bragason (68.) 2:2 Anthony Karl Gregory (90.) 3:2 Anthony Karl Gregory (102.) 4:2 Einar Páll Tómasson (113.) 5:2 Anthony Karl Gregory (118.)                                                             |
| Valur Reykjavík | Bjarni Sigurðsson – Ágúst Gylfason, Izudin Daði Dervic, Salih Heimir Porca, Einar Páll Tómasson – Sævar Jonsson (18. Jón Sigurður Helgason), Jon Gretar Jonsson, Steinar Adolfsson, Anthony Karl Gregory – Arnljótur Davíðsson (83. Hörður Már Magnússon), Baldur Bragason |
| KA Akureyri     | Haukur Bragason – Örn Viðar Arnarson, Ívar Bjarklind (106. Sigþór Júlíusson), Gunnar Víðir Gíslason, Bjarni Jónsson – Páll Viðar Gíslason, Steingrímur Birgisson, Ormarr Örlygsson, Gunnar Már Másson – Pavel Vandas, Árni Þór Freysteinsson (65. Árni Hermannsson)        |
| Gelbe Karten    | Baldur Bragason, Arnljótur Davíðsson – keine |